# HMS Fidelity (D57)
Le HMS Fidelity (D57) est un navire de la Royal Navy britannique construit en 1920. Il est coulé en 1942 lors de l'un des combats de la Seconde Guerre mondiale.
À l'origine, il est employé comme navire marchand français sous le nom Le Rhin. En 1940, il est saisi par l'officier français Claude Péri qui le transmet à la marine britannique pour effectuer diverses missions d'appui militaire : il est alors classé comme navire de service spécial. Péri conserve le commandement du Fidelity jusqu'à sa fin tragique au large des Açores.

## Origine
Le navire de 2 456 tonnes a été construit par H.&C. Ltd. de Garston à Liverpool. Il a été achevé en 1920 pour la Compagnie de Navigation Paquet de Marseille.
En juin 1940, après la défaite française, le Rhin est saisi par le lieutenant de vaisseau Claude Péri à Marseille pour continuer le combat contre l'Allemagne nazie. Péri et son équipage partent d'abord pour Gibraltar, puis Le Rhin est remis à la Royal Navy à Barry (Pays de Galles).
Le navire est converti en navire de guerre auxiliaire et mis en service le 24 septembre 1940 sous le nom de HMS Fidelity (D57), toujours sous le commandement de Péri, servant sous le nom du capitaine de corvette de réserve Jack Langlais. Parmi ses officiers se trouvent Albert Guérisse servant sous le nom de Patrick O'Leary et Madeleine Bayard sous le nom de Madeleine Barclay,.
Le Fidelity est classé comme navire de service spécial, une désignation fourre-tout pour les navires qui ne rentrent pas facilement dans un autre groupe. Au cours de la Première Guerre mondiale, les navires leurres sous-marins (Q-ships) avaient été classés de la sorte, ce qui a conduit certains auteurs à qualifier le bâtiment Fidelity de Q-ship mais les termes ne sont pas synonymes et rien ne prouve qu'il ait jamais été utilisé comme navire leurre sous-marin.

## Service
En 1941, le Fidelity opère au large des côtes du sud de la France en tant que transport clandestin sous la direction du Special Operations Executive (SOE). Parfois camouflé en cargo espagnol ou portugais, il transporte des agents de débarquement et récupère des prisonniers évadés (notamment des aviateurs descendus en France) qu'il achemine vers des pays alliés. Il participe également à des opérations de sabotage de petite échelle.
En 1942, le Fidelity est réaménagé pour fonctionner comme un porte-commando pour des opérations en Asie du Sud-Est. Il est alors armé de quatre canons de 4 pouces, de quatre tubes lance-torpilles de 21 pouces et transporte deux hydravions OS2U Kingfisher, le torpilleur à moteur MTB-105 et les péniches de débarquement LCV-752 et LCV-754.

## Fin de service
En décembre 1942, le Fidelity rejoint le convoi ON 154, avec la compagnie T du 40e bataillon de commandos britannique à bord. Le convoi est attaqué par des U-boot à partir du 27 décembre alors qu'il est au nord des Açores. Le 29 décembre, le Fidelity, souffrant de problèmes de moteur, abandonne le convoi. Il lance son hydravion en tant que patrouille anti-sous-marine pendant que des réparations sont entreprises. Lorsque l'hydravion signale des canots de sauvetage au sud-ouest, une péniche de débarquement est envoyée pour récupérer ces hommes : il s'agit des 44 rescapés de l'Empire Shackleton, le navire amiral du convoi. Plus tard dans la soirée, alors que le Fidelity fait route à cinq nœuds en direction des Açores, il est attaqué à deux reprises par les U-boot allemands U-225 puis U-615, mais les deux appareils sont repoussés par la riposte du Fidelity. Le 30 décembre, il est retrouvé par 43° 23′ N, 27° 07′ O par le sous-marin allemand U-435, qui parvient à le frapper avec deux torpilles. Son commandant, le capitaine Siegfried Strelow, observe le naufrage et estime qu'il y a environ 300 survivants dans l'eau ; lorsqu'il envoie son rapport quelque temps plus tard, il lui est demandé de préciser « si, au vu des conditions météo, on peut garantir que tous soient bien morts ». En effet, cet évènement survient quelques mois après le tristement célèbre Ordre du Laconia du BdU allemand ordonnant aux commandants de sous-marins de ne pas aider les survivants de quelque manière que ce soit, ce qui sera considéré plus tard lors des procès de Nuremberg comme un encouragement tacite à s'assurer qu'il n'y en avait pas.
Au moment de son naufrage, le Fidelity compte à son bord 369 personnes (274 membres d'équipage, 51 Marines et les 44 survivants de l'Empire Shackleton). Aucun n'en réchappe, à l'exception des huit membres d'équipage du torpilleur à moteur détaché précédemment en patrouille anti-sous-marine, qui sont récupérés par le HMCS Woodstock, et deux membres d'équipage d'un hydravion qui s'était écrasé au décollage le 28 décembre et avait été récupéré par le HMCS St. Laurent.
Après ce tragique événement, le 40e bataillon de commandos n'a plus jamais réutilisé la lettre T comme désignation de compagnie en mémoire de cette perte. Un mémorial aux hommes de la Compagnie T est situé dans l'église paroissiale de St Andrew, Chale, sur l'île de Wight, près de l'endroit où leur formation avait eu lieu.
Le commandant Péri fait partie des victimes du naufrage. En revanche, Albert Guérisse n'est pas à bord lorsque le Fidelity coule, ayant été arrêté auparavant avril 1941, lors d'une mission sur la côte française, près de Collioure. Il s'évadera et développera la ligne d'évacuation Pat O'Leary qui va aider plus de 600 aviateurs  abattus et soldats alliés à s'échapper de la France occupée.